# Estação Cerro de la Estrella
A Estação Cerro de la Estrella é uma das estações do Metrô da Cidade do México, situada na Cidade do México, entre a Estação Iztapalapa e a Estação UAM-I. Administrada pelo Sistema de Transporte Colectivo, faz parte da Linha 8.
Foi inaugurada em 20 de julho de 1994. Localiza-se no cruzamento da Avenida Ermita-Iztapalapa com a Avenida Javier Rojo Gómez e o Caminho Real a San Lorenzo. Atende os bairros Ampliación San Miguel e El Manto, situados na demarcação territorial de Iztapalapa. A estação registrou um movimento de 4.022.013 passageiros em 2016.